# Cheilanthes allosuroides
Cheilanthes allosuroides là một loài thực vật có mạch trong họ Adiantaceae. Loài này được Mett. miêu tả khoa học đầu tiên năm 1859.